# 山槟榔
山槟榔（学名：Pinanga tashiroi），也叫兰屿山槟榔、蘭嶼檳榔，为棕榈科山槟榔属下的一个种，是台湾特有植物，高可达五米，结椭圆形浆果，果实可以食用。

## 扩展阅读
- 維基物種上的相關：山槟榔